# Zoma
Zoma is een spinnengeslacht uit de familie Parapluspinnen (Theridiosomatidae).

## Soorten
- Zoma dibaiyin Miller, Griswold & Yin, 2009
- Zoma zoma Saaristo, 1996